# Glossopappus
Glossopappus là một chi thực vật có hoa trong họ Cúc (Asteraceae).

## Loài
Chi Glossopappus gồm các loài: